# Lurabo
Lurabo est un cheval trotteur français né le 15 avril 1977 à Perrignier en Haute-Savoie et mort en 1993 en Normandie (enterré à Perrignier). Il gagne le Prix d'Amérique et le Grand Circuit européen en 1984. Il est détenteur, à son époque, du record de la piste de Vincennes et du record mondial des 2 500 m. Tout comme Bellino II, il portait les couleurs de son propriétaire éleveur Maurice Macheret.

## Naissance et élevage
Lurabo nait le 15 avril 1977 et est élevé à Perrignier, en Haute-Savoie, chez son propriétaire-éleveur Maurice Macheret qui avait fait naitre et élevé auparavant Bellino II. Né l'année des L, son nom est inspiré de celui son père Ura, auquel il fut adjoint bo pour sa beauté. Il est débourré par René Sala.

## Carrière de course
Ménagé par son propriétaire, Maurice Macheret, préférant les carrières tardives, Lurabo débute cependant, modestement, à l'âge de deux ans après une qualification dans un temps peu remarquable. Sa première victoire est acquise à 3 ans dans le modeste Prix Draco. L'année de ses 4 ans (1981) n'est guère plus remarquable, ponctuée de cinq succès dans des prix de série, dont le plus coté est le Prix de Savoie.
C'est au milieu de l'année de ses 5 ans que la carrière de Lurabo éclate. Après plusieurs nouveaux succès dans des courses de second plan, il s'adjuge le 18 août 1982 le semi-classique Prix Jockey puis deux semaines plus tard le classique Critérium des 5 ans en battant Lutin d'Isigny. Il achève l'année par les lauriers de la Clôture du GNT et du Prix Marcel-Laurent. La série marquera une pause après son premier accessit dans le Prix d'Amérique 1983 où il pousse un grand Idéal du Gazeau dans ses derniers retranchements.
Après un timide meeting d'été où il s'adjuge le Prix de Buenos-Aires et le Prix Hervé-Céran-Maillard, il commence son fabuleux meeting d'hiver 1983-1984 en remportant le Prix de Bourgogne. Il confirme ses prétentions à la reine des courses au trot 16 janvier 1984 en gagnant le Prix de Belgique. Deux semaines plus tard, il fait sien le Prix d'Amérique devant son glorieux ainé Jorky et confirme sa supématie la semaine suivante dans le Prix de France. Il prolonge au printemps par des victoires dans le Grand Critérium de vitesse de la Côte d'Azur, le Prix de l'Atlantique et le Grand Prix du Sud-Ouest.
Son entourage lui prépare alors une carrière internationale, qu'il commence victorieusement dans l'Elite-Rennen à Gelsenkirchen. Malheureusement, les courses suivantes en Italie et aux États-Unis mirent au jour de gros problèmes de jambes qui vinrent à bout de la carrière du cheval.

## Carrière au haras
Lurabo a effectué la monte dans l'Orne, au haras des Cruchettes au Merlerault, à proximité de Nonant-le-Pin où il meurt à 16 ans. Ses premiers produits sont nés en 1987 (V), les derniers en 1994 (G). Il a eu le temps de produire l'excellent Abo Volo, gagnant du Prix d'Amérique 1997, parmi une pléiade de vainqueurs (Vroum d'Or, Vaflosa Gédé, Athos de la Besvres, Ago du Vivier, Cortès, Froda Josselyn, Vice Versa, Violetta du Pont, Agvado, Astuce Normande, Corte, etc.), même si au regard de sa production, il laisse le regret de ne pas avoir eu le temps nécessaire pour s'installer comme possible chef de race. 
- Bon père de mère (d'où notamment Look de Star, père de Roc Meslois, Lionel, etc.)
- Premier au concours de modèle à deux reprises.

## Palmarès
France
Classiques (actuels Groupe I)
- Critérium des 5 ans 1982
- Prix d'Amérique 1984
- Prix de France 1984
- Prix de l'Atlantique 1984
- Grand Critérium de vitesse de la Côte d'Azur 1984

Semi-classiques (actuels Groupe II)
- Prix Jockey 1982
- Prix Marcel-Laurent 1982
- Clôture du Grand National du trot 1982
- Prix de Bourgogne 1983
- Prix de Belgique 1984
- Grand Prix du Sud-Ouest 1984

 Allemagne
- Elite-Rennen 1984

## Origines
| Origines de Lurabo, mâle, alezan. | Origines de Lurabo, mâle, alezan. | Origines de Lurabo, mâle, alezan. | Origines de Lurabo, mâle, alezan. |
| --------------------------------- | --------------------------------- | --------------------------------- | --------------------------------- |
| Père Ura                          | Carioca II                        | Mousko Williams                   | Sam Williams                      |
| Père Ura                          | Carioca II                        | Mousko Williams                   | Carlotta                          |
| Père Ura                          | Carioca II                        | Quovaria                          | Javari                            |
| Père Ura                          | Carioca II                        | Quovaria                          | Champagne III                     |
| Père Ura                          | Gélinotte                         | Kairos                            | The Great Mc Kinney (US)          |
| Père Ura                          | Gélinotte                         | Kairos                            | Uranie                            |
| Père Ura                          | Gélinotte                         | Rhyticère                         | Fidelius                          |
| Père Ura                          | Gélinotte                         | Rhyticère                         | Fragilite                         |
| Mère Quelle Boum C                | Boum III                          | Obok                              | Farceur X                         |
| Mère Quelle Boum C                | Boum III                          | Obok                              | Siva                              |
| Mère Quelle Boum C                | Boum III                          | Star Williams                     | Sam Williams                      |
| Mère Quelle Boum C                | Boum III                          | Star Williams                     | Impavide                          |
| Mère Quelle Boum C                | Hors Cote C                       | Bank Note                         | Trianon                           |
| Mère Quelle Boum C                | Hors Cote C                       | Bank Note                         | Déception                         |
| Mère Quelle Boum C                | Hors Cote C                       | Saillisel                         | Fred Kerns                        |
| Mère Quelle Boum C                | Hors Cote C                       | Saillisel                         | Historiette III                   |